# Tunnel de Saint-Germain-de-Joux
Le tunnel de Saint-Germain-de-Joux est un tunnel autoroutier français situé dans l'Ain, emprunté par l'autoroute A40 (au km 108,5).

## Localisation
Le tunnel est situé sur le territoire de la commune de Saint-Germain-de-Joux.

## Historique
Le tunnel de Saint-Germain-de-Joux est mis en service en 1989 lors de l'ouverture de la section Sylans - Châtillon-en-Michaille de l'autoroute.

## Caractéristique

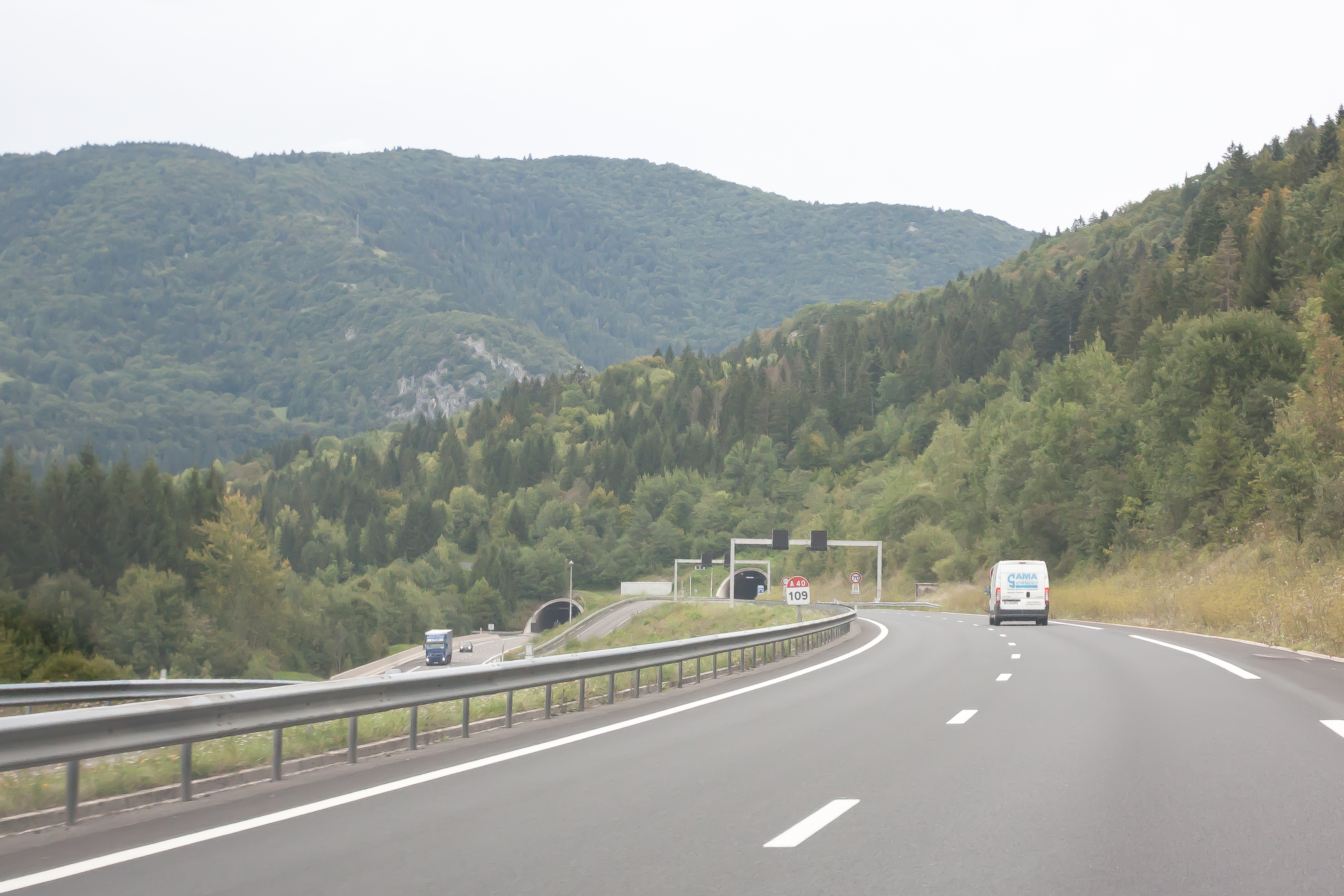
Vue de l'extrémité ouest des deux tubes du tunnel de Saint-Germain-de-Joux.

Le tunnel de Saint-Germain-de-Joux est constitué de 2 tubes de longueurs de 1 196 m (tube sud) et 1 161 m (tube nord). Les deux tubes ne se situent pas dans le même plan, le tube nord étant construit quelques mètres en dessous du tube sud.